# سیارک ۱۸۷۴
سیارک ۱۸۷۴ (به انگلیسی: 1874 Kacivelia، نامگذاری:A924RC) هزار و هشتصد و هفتاد و چهارمین سیارک کشف شده‌است که در ۵ سپتامبر ۱۹۲۴ و در رصدخانه سایمیز کشف شد.
قدر مطلق سیارک برابر ۱۱٫۰۰ است.